# Eduard Sochor (Architekt)

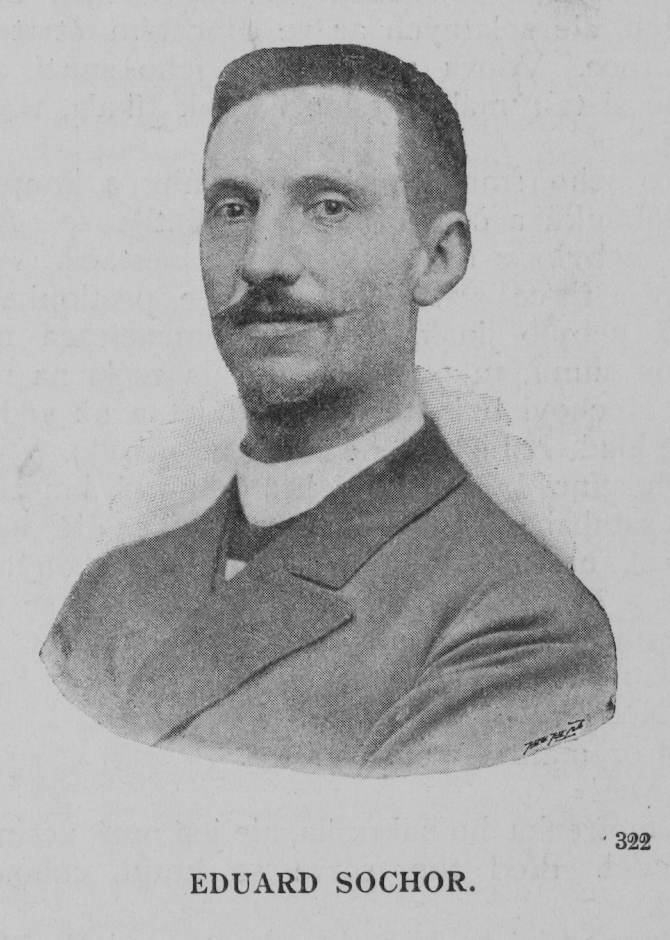
Eduard Sochor (1895)

Eduard Sochor (* 23. September 1862 in Vlčí; † 6. Juni 1947 in Řevnice) war ein tschechischer Architekt.

## Leben
Sochor wuchs in Cítoliby auf, wo seine Eltern 1875 das Gehöft Nr. 42 erworben hatten. Sein älterer Bruder war der Maler Václav Sochor.
Er studierte zunächst am Prager Polytechnikum, dann am Technikum in Berlin und schließlich an der Akademie der bildenden Künste Wien. Während seiner Ausbildung war er aktiver Sportler und  beteiligte sich unter anderen im Radsport als Herrenfahrer. Sochor beschäftigte sich vorrangig mit der Architektur des Mittelalters. 1895 gestaltete er für die  Ethnographische Ausstellung in Prag die Modelle einer hölzernen Dorfkirche und einer altböhmischen Mühle. Sein bedeutendstes Werk war der Wiederaufbau der Burg Kokořín. Daneben schuf er eine Reihe von Kirchenbauten im historisierenden Stilen. Sein Grab befindet sich auf dem Friedhof von Řevnice.

## Werke (Auswahl)
- Kapelle des hl. Wenzel in Vlčí (1893)
- Kirche Mariä Verkündigung in Úhonice (1898)
- Restaurierung des Prager Tores in Rakovník (1903)
- Restaurierung der St.-Ägidius-Kirche in der Prager Altstadt
- Umgestaltung und Erweiterung der Kirche des hl. Nikolaus in Běleč (1903–1904)
- Umbau der Kirche und des Pfarrhauses in Řevnice (1905)
- Restaurierung der Burgkapelle Rabí (1907)
- Umbau der Wallfahrtskapelle des hl. Johannes Sarkander in Olmütz (1909–1912)
- Kirche der hl. Anna in Žižkov
- romantische Wiederherstellung der Burg Kokořín (1911–1918)
- Villensiedlung in Řevnice
- Gestaltung der Sochorschen Familiengrabstätte auf dem Friedhof von Cítoliby